# Inkorporacja terytorium
Inkorporacja (od łac. incorporare 'wcielać') – pojęcie prawa międzynarodowego, zbliżone do pojęcia zjednoczenia. Oznacza wchłonięcie terytorium przez państwo. Jeżeli wchłanianym terytorium jest inne państwo, to jednocześnie traci ono swoją podmiotowość prawnomiędzynarodową. Państwo wchłaniające zachowuje dotychczasową podmiotowość przy jednoczesnym rozszerzeniu swojego terytorium.
Za przykład inkorporacji podaje się (wbrew swej nazwie) „zjednoczenie Niemiec”, które faktycznie oznaczało wchłonięcie Niemieckiej Republiki Demokratycznej przez Republikę Federalną Niemiec. Przykładem inkorporacji może być także przyłączenie Pomorza Gdańskiego do Polski przez Bolesława Krzywoustego w 1116 roku lub szwedzkich Inflant do Rzeczypospolitej w 1599 roku. W czasach współczesnych przykładem inkorporacji było wcielenie Litwy Środkowej do Polski w 1922 roku na zgodny wniosek sejmów obydwu państw.